# Allianz für Schweden

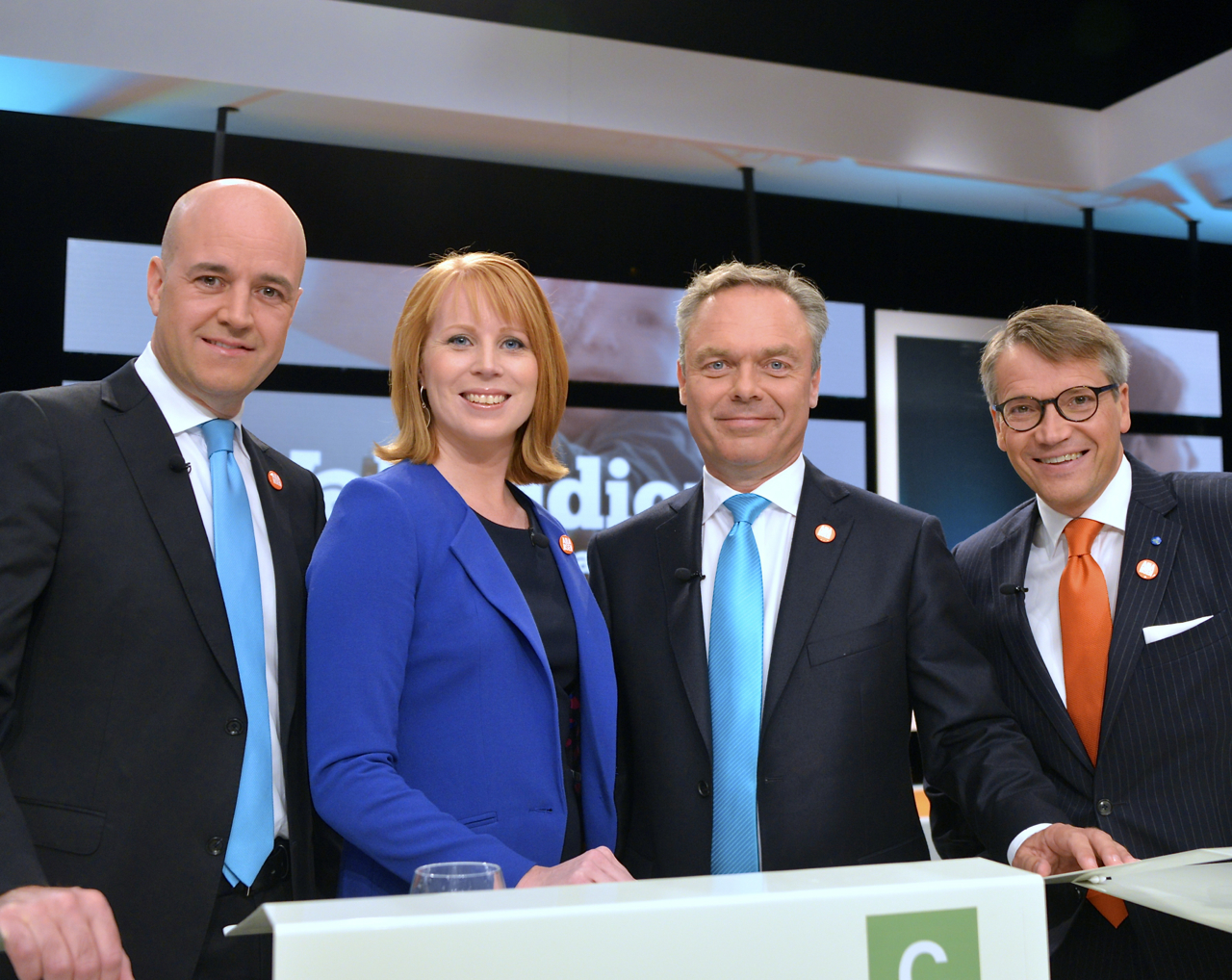
Die Parteivorsitzenden der Allianz für Schweden (2014)

Die Allianz für Schweden (schwedisch Allians för Sverige), kurz Allianz (schwedisch Alliansen), bezeichnete ein strategisches Bündnis aus vier Parteien des bürgerlichen Lagers in Schweden. Es konnte bei der Reichstagswahl 2006 und 2010 die meisten Stimmen auf sich vereinigen.

## Geschichte

### Gründung
Die Allianz wurde 2004 in Hinblick auf die Reichstagswahl am 17. September 2006 ins Leben gerufen und umfasst die Moderata samlingspartiet (Moderate Sammlungspartei), die Folkpartiet liberalerna (Liberale Volkspartei), die Centerpartiet (Zentrumspartei) und die Kristdemokraterna (Christdemokraten). Das Bündnis wurde vornehmlich von Fredrik Reinfeldt von den konservativen Moderaten vorangetrieben, der als gemeinsamer Kandidat für das Amt des Ministerpräsidenten auftrat. Die Parteien traten weiterhin selbständig an, es gibt keine Listenverbindungen oder Wahlkreisabsprachen.

### Wahlkampf 2006
Im Wahlkampf kritisierte das Bündnis vornehmlich die Arbeitslosigkeit im Land und warb mit einer Strategie eines moderaten Abbaus des schwedischen Wohlfahrtsstaats. Ohne größere Unterschiede in den Wahlprogrammen zwischen der bisherigen Regierung und der oppositionellen Allianz sprachen viele Beobachter von einer Personenwahl zwischen dem amtierenden sozialdemokratischen Ministerpräsidenten Persson und Reinfeldt. Mit 48,2 % der Stimmen erreichte die Allianz für Schweden 178 von 349 Sitzen im schwedischen Reichstag und löste die Sozialdemokraten in der Regierung ab.

### Verluste 2010 und 2014
In der Reichstagswahl 2010 verlor die Allianz entscheidende Mandate durch das Einziehen der Schwedendemokraten, sodass die bürgerliche Regierung auf wechselnde Mehrheiten angewiesen war. 2014 fiel das Bündnis gar hinter die rot-grünen Parteien zurück, so dass Reinfeldt seinen Rückzug erklärte und dem sozialdemokratischen Kandidaten Stefan Löfven die Regierungsbildung überließ.

### Wahlen 2018 und Auflösung
Bei der Reichstagswahl 2018 konnte die Allianz leicht an Mandaten und Stimmen hinzugewinnen, verfehlte jedoch angesichts starker Zuwächse der Schwedendemokraten ebenso wie der Mitte-links-Block die absolute Mehrheit der Mandate im Parlament. Der Parteivorsitzende der Moderaten, Ulf Kristersson, erwog dabei auch eine Zusammenarbeit mit den Schwedendemokraten, was von Liberalen und Zentrumspartei vehement abgelehnt wurde. 
Nach monatelangen Sondierungen bildete Löfven erneut eine rot-grüne Minderheitsregierung, die von der Linkspartei, der Zentrumspartei und den Liberalen toleriert wurde. Infolgedessen bezeichneten sowohl Kristersson als auch die Parteivorsitzende der Christdemokraten, Ebba Busch, die Allianz als „abgeschlossenes Kapitel“.